# Vol à la roulotte
Un vol à la roulotte est un vol commis dans un véhicule ou dans une roulotte.
Le voleur, appelé roulottier, s'arrange généralement pour agir pendant que le véhicule n'est pas occupé et espère trouver téléphone portable, certificat d'immatriculation, autoradio, sac à main, clés, etc.
En 2010 en France, selon une étude de la gendarmerie française réalisée dans le département du Tarn, 35 % des vols sont commis sur des véhicules dont les portes ne sont pas verrouillées. 65 % sont donc commis par effraction ; dans 38 % des cas en tordant la partie haute d'une des portières, une technique appelée le pliage en portefeuille, dans 20 % des cas en brisant une des vitres et dans 7 % des cas en crochetant une serrure.
Pour qu'un vol soit considéré comme un « vol à la roulotte », il doit obligatoirement être précédé, accompagné ou suivi d'un acte d'effraction. Dans le cas contraire on parlera de « vol simple ».